# Tehnike dominacije
Tehnike dominacije definirane su kao strategije društvene manipulacije pomoću kojih dominantna osoba ili skupina održava svoju dominaciju u već uspostavljenoj ili prikrivenoj hijerarhiji. To je koncept kojega je 1945. godine definirao norveški psiholog i filozof Ingjald Nissen, a koji podrazumijeva načine neizravnog omalovažanja i ponižavanja suparnika. Kasnih 1970-ih godina ovaj koncept je popularizirala norveška socijalna psihologinja Berit Ås koja je prvotnih devet Nissenovih tehnika skratila na pet i koja je objasnila da je to tehnika koju muškarci uglavnom koriste nad ženama na radnom mjestu. Tehnike dominacije često se spominju u skandinavskim zemljama u znanstvenim i javnim raspravama gdje se izraz također koristi za vrste društvenih manipulacija koje nisu dio koncepta Berit Ås. Iako dominantne osobe i društvene skupine iste tehnike mogu koristiti nad muškarcima i drugim osobama u podređenom položaju, Berit Ås vjeruje da se zbog patrijarhalne definicije žene u društvu kao objekta ili vlasništva tehnike dominacije koriste u specifičnim situacijama u vezi sa ženama. 

## Pet glavnih tehnika dominacije koje je definirala Berit Ås
Profesorica Berit Ås razvila je teoriju o glavnim tehnikama suzbijanja dominacije koje su postale alat kojim se žene, ali i sve osobe kojima dominantna osoba ili skupina dominira, mogu koristiti radi identificiranja situacija u kojima ih se ne sluša, kada ih se zanemaruje ili ignorira.

### Učiniti nevidljivima
Marginaliziranje protivnika šutnjom, ignoriranjem, zanemarivanjem ili zaboravljanjem pri čemu se osoba osjeća beznačajnom, nesigurnom i nesposobnom za djelovanje koje dovodi do promjene. Ova se tehnika može teško uočiti jer se često manifestira "bez riječi", izražava se govorom tijela i gestama.
Primjeri:
- Osoba koja govori tvrdi da je ideja njegova iako je to ideja njegovog protivnika.
- Kada protivnik treba početi govoriti, drugi sudionici započinju međusobno razgovarati ili pregledavati svoje papire kako bi potkopali ono što protivnik govori.

### Ismijavati
Prikazivanje argumenata protivnika ili samih protivnika na smiješan način. Ismijavanje je kada se nastojanja žena preziru ili uspoređuju sa životinjama (npr. kokošima), kada se žene predstavljaju kao posebno emocionalne, seksualne ili kao hladne i manipulativne. Ismijavanje se događa kada npr. muškarci na razne načine nagovijeste da su žene smiješne, nesposobne i beskorisne u svemu osim u seksu i tradicionalnim kućanskim poslovima.
Primjer:
- Reći ženi da izgleda ljupko kada je ljuta dok pokušava optužiti nekoga da je učinio nešto loše.

### Uskraćivati informacije
Isključivanje osobe iz procesa donošenja odluka ili svjesno neprosljeđivanje informacija kako osoba ne bi mogla učiniti informirani izbor. Za donošenje informirane odluke potrebno je znati činjenice. Uskraćivanje informacija znači držati drugu osobu u neznanju o određenim pitanjima, ne omogućavajući tako osobi da postupa onako kako bi postupala da je imala sve potrebne informacije.
Primjeri:
- Ne pozivati osobu na sastanak na kojemu će se govoriti o pitanju koje se odnosi na nju.
- Odluke se ne donose na konferenciji na kojoj su svi prisutni, već na večernjoj zabavi, kasnije navečer, na koju su pozvani samo neki sudionici.

### Slati oprečne i nejasne poruke
Kažnjavanje ili omalovažavanje postupaka protivnika na neki drugi način bez obzira na njegovo, tj. njezino ponašanje.
Primjer:
- Unatoč temeljitom izvršavanju zadataka, protivnik dobiva pritužbe zbog sporosti. Protivnik dobiva pritužbe da je neuredan iako zadatke izvršava učinkovito.

### Nametati osjećaj krivnje i srama
Sramoćenje nekoga ili okrivljavanje nekoga za položaj u kojem se nalazi.
Primjer:
- Kada je osoba zabrinuta zbog klevete kojoj je izložena, protivniku se govori da je to njegova/njezina greška jer se (na primjer) izazovno oblači.

## Tehnike koje je Ås kasnije dodala
Berit Ås je kasnije dodala dvije dodatne tehnike dominacije.

### Objektivizirati
Raspravljanje o izgledu ili nastupu jedne ili više osoba u situaciji u kojoj to nije važno.

### Prijetiti ili koristiti silu
Prijetnja ili korištenje fizičke snage prema jednoj ili više osoba.
Primjer:
- "Još jedna tvoja riječ i razbit ću ti lice!"

## Mjere za suzbijanje tehnika dominacije
Grupa doktoranada na sveučilištu u Stockholmu formulirala je pet strategija za suzbijanje tehnika dominacije: 
- Zauzimanje mjesta
- Ispitivanje
- Karte na stolu
- Prekidanje uzorka
- Intelektualizacija

Oni su također formulirali pet tehnika za potvrđivanje:
- Vizualizacija
- Pridržavanje
- Informiranje
- Dvostruko nagrađivanje
- Potvrđivanje razumnih standarda

Centar za ravnopravnost spolova u Norveškoj objavio je članak o tome kako se boriti protiv ovog fenomena.

## Vanjske poveznice
- Berit Ås: Savladajte tehnike dominacije  Arhivirana inačica izvorne stranice od 24. rujna 2021. (Wayback Machine)